# Château de Bazens
Le château de Bazens est un château, situé à côté de l'église de Bazens en Lot-et-Garonne.

## Histoire
Des seigneurs de Bazens sont cités dans la seconde moitié du XIIIe siècle, mais dès cette époque les évêques d'Agen semblent avoir des droits sur la seigneurie.
Le château de Bazens est reconstruit par les Della Rovere, évêques d'Agen, pour en faire leur résidence d'été : Leonardo Grosso della Rovere, évêque d'Agen entre 1487 et 1519, et Marc-Antoine de La Rovère, évêque entre 1519 et 1538. Le château aurait été construit par un architecte de Limoges nommé Villars. La tour d'escalier est édifiée en 1494.
Le cardinal  Jean de Lorraine leur succède jusqu'en 1550. Le château est donné en usufruit par le cardinal de Lorraine à Costanza Rangoni (1495 – Bazens, 1567), veuve de Cesare Fregoso (Rome, vers 1500 – Pavie, 3 juillet 1541), ambassadeur de François Ier auprès de la  Sérénissime République de Venise, assassiné le 3 juillet 1541 par des gens à la solde de Charles-Quint.
Matteo Bandello suit en France la famille de Cesare Fregoso, son protecteur entre 1538 et 1541, après son assassinat. Il a été curé de Cabalsault près d'Agen. Il est nommé évêque en août 1550 par Henri II. Il a alors choisi d'habiter le château de Bazens, qui est transformé en logis de plaisance dans le style de la Renaissance. 
Matteo Bandello y a écrit la plupart de ses nouvelles. Matteo Bandello s'est démis de son évêché, durant l'année 1555, en faveur de Janus Frégose (Vérone, 1531 – Bazens, 1586), fils cadet de Cesare. Cependant il a continué d'habiter à Bazens où il est mort en 1561. 
Par la suite, les évêques d'Agen ont abandonné leur résidence d'été de Bazens pour s'installer au château de Monbran.
En 1726, Mgr Hébert a obtenu l'autorisation de faire démolir le château de Bazens qui tombait en ruines. Il n'en subsiste que l'aile Nord du château avec sa tour-escalier.
Le château a été inscrit au titre des monuments historiques en 1935,.